# Žan Rudolf
Žan Rudolf, född 9 maj 1993, är en slovensk medeldistanslöpare.
Rudolf tävlade för Slovenien vid olympiska sommarspelen 2016 i Rio de Janeiro, där han blev utslagen i försöksheatet på 800 meter.

## Personliga rekord
| Utomhus - 300 meter – 34,82 (Rovereto, 17 april 2016) - 400 meter – 47,03 (Maribor, 24 juni 2015) - 600 meter – 1.15,49 (Pliezhausen, 8 maj 2016) 0NR0 - 800 meter – 1.46,00 (Velenje, 1 juli 2015) 0NR0 - 1 000 meter – 2.24,24 (Singapore, 22 augusti 2010) - 1 500 meter – 3.50,42 (Velenje, 28 juni 2011) | Inomhus - 600 meter – 1.17,88 (Ulsteinvik, 28 februari 2020) - 800 meter – 1.46,96 (Linz, 31 januari 2013) 0NR0 |